# Zygaspis
Zygaspis – rodzaj amfisben z rodziny Amphisbaenidae.

## Zasięg występowania
Rodzaj obejmuje gatunki występujące w Demokratycznej Republice Konga, Angoli, Zambii, Malawi, Mozambiku, Zimbabwe, Namibii, Botswanie, Południowej Afryce i Eswatini.

## Systematyka

### Etymologia
- Zygaspis: gr. ζυγος zugos „jarzmo”[5]; ασπις aspis, ασπιδος aspidos „tarcza”[6].
- Shrevea: Benjamin Shreve (1908–1985), amerykański herpetolog[2]. Gatunek typowy: Amphisbaena quadrifrons Peters, 1862.

### Podział systematyczny
Do rodzaju należą następujące gatunki:
- Zygaspis arenicola Broadley & Broadley, 1997
- Zygaspis dolichomenta (Witte & Laurent, 1942)
- Zygaspis ferox Broadley & Broadley, 1997
- Zygaspis kafuensis Broadley & Broadley, 1997
- Zygaspis maraisi Broadley & Measey, 2016
- Zygaspis nigra Broadley & Gans, 1969
- Zygaspis quadrifrons (Peters, 1862)
- Zygaspis vandami (Fitzsimons, 1930)
- Zygaspis violacea (Peters, 1854)